# Каспийский полоз
Каспийский полоз, или желтобрюхий полоз (лат. Dolichophis caspius) — крупная змея из семейства ужеобразных. Распространён в Южной и Юго-Восточной Европе до Поволжья и Восточного Казахстана, и Передней Азии. Известен не только своими внушительными размерами, но и необычайно агрессивным нравом, может напасть на человека и укусить до крови, однако большего вреда нанести не способен.

## Описание
Одна из самых крупных змей в Европе: длина взрослой особи может достигать 200 см, в редких случаях 250 см. Особи с островов Эгейского моря значительно короче — до 100 см. Самцы в среднем длиннее самок. Голова маленькая, с закруглённой мордой, слабо отграничена от шеи. Глаза слегка выступают наружу, со зрачком округлой формы. Вокруг глаз часто развиты пятна жёлтого цвета. Чешуя гладкая. Окраска верхней части тела взрослой змеи может быть оливково-бурой, желтовато-бурой, красноватой или вишнёво-красной. Встречаются очень тёмные, почти чёрные экземпляры. Брюхо светло-жёлтое, оранжевое либо оранжево-красное. Мелкие красные и жёлтые пятна на брюхе встречаются лишь у молодых особей, не достигших метровой длины. Их также можно отличить по серому либо буровато-серому верху с тёмно-бурыми пятнами вдоль спины. Брюшных щитков 189—211, подхвостовых щитков 80—110 пар.
В пределах ареала желтобрюхого полоза иногда принимают за балканского полоза (Hierophis gemonensis) или ящеричную змею. Первый из перечисленных видов заметно короче и покрыт тёмными пятнами на спине и брюхе. У ящеричной змеи характерная, сверху вогнутая форма головы. Оливковый полоз тоньше и имеет светлые полоски в области глаз.

## Распространение
Распространён в северных и восточных областях Балканского полуострова к северу до Венгрии, южной Молдавии, степных районах Украины, Европейской части России и западного Казахстана, республиках Закавказья, Турции, Иордании. Изолированный участок ареала отмечен на юго-западе Туркменистана и в северном Иране. Встречается на островах Андрос, Китнос, Тинос и Карпатос.
Населяет открытые и полуоткрытые засушливые биотопы — степи, полупустыни, каменистые россыпи, кустарниковые заросли, лесополосы, склоны оврагов и балок, речные обрывы. Иногда селится в окультуренных ландшафтах — виноградниках, садах, вдоль каменных ограждений, на развалинах домов, в стогах сена. Нередко гибнет на дорогах под колёсами автомобилей. В горах встречается до 1500—1600 м над уровнем моря.

## Образ жизни

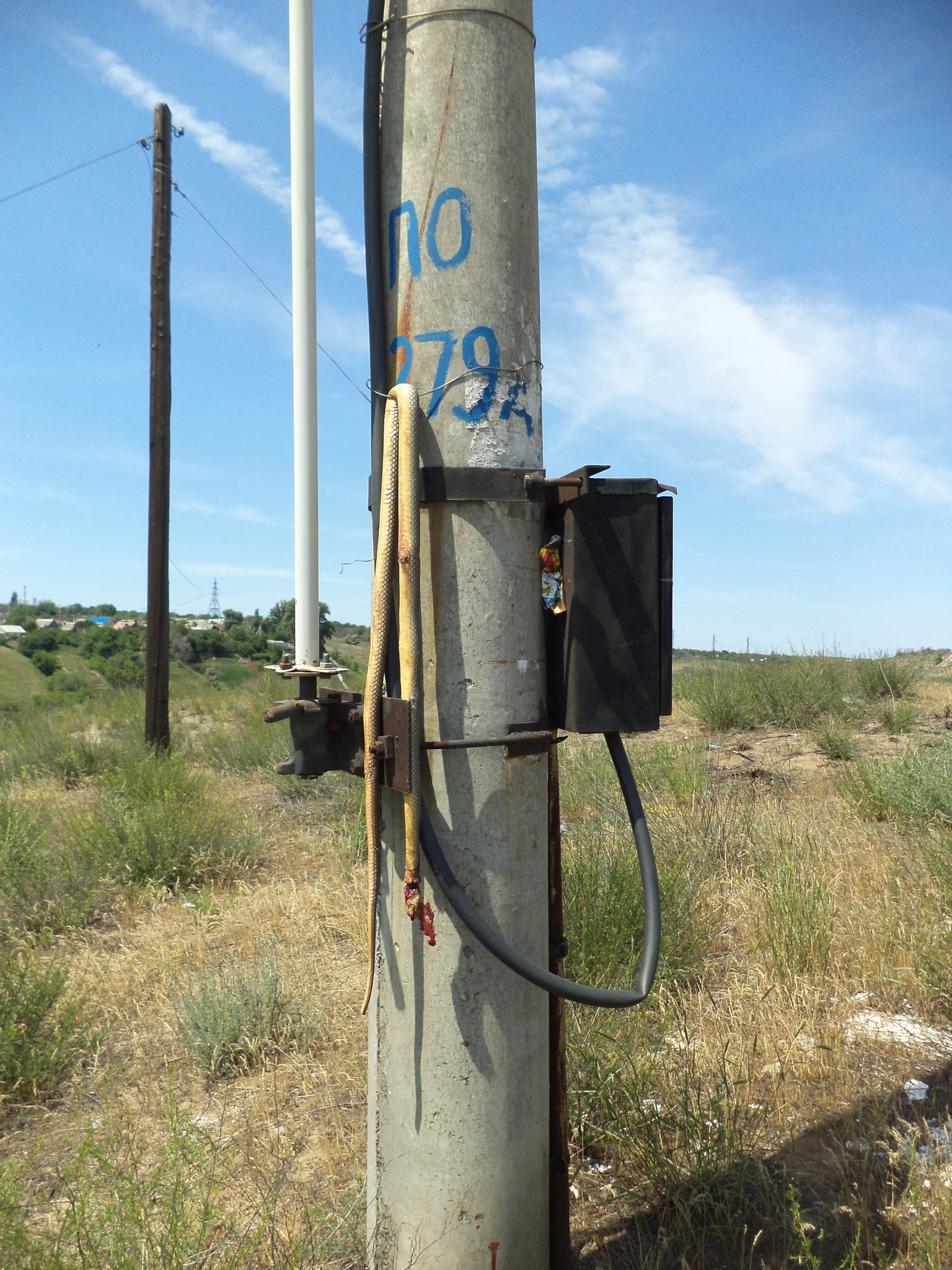
Люди нередко убивают полозов, принимая их за ядовитых змей

Выходит из спячки в марте или апреле, когда земля освобождается от снега. Охотится, как правило, в светлое время суток, однако в жаркую погоду активность может сместиться в сторону сумерек. Весьма подвижна и изворотлива; корм добывает на поверхности земли, лишь изредка поднимаясь по стволам древесных растений на высоту до 5—7 м. В качестве убежищ использует каменистые расщелины, трещины в почве, норы млекопитающих. Охотится на грызунов размером до суслика и ящериц, в меньшем количестве на земноводных, некоторых змей (ужа, эфу, гадюку) и птиц (в том числе яйца). Молодые специализируются на ящерицах и насекомых — жуках, кузнечиках. Мелкую добычу заглатывает живьём, более крупную предварительно убивает, прижимая к земле.
Спаривание во второй половине апреля — мае. Спустя 2,5 месяца самка откладывает 5—18 яиц размером 45×22 мм. Молодые длиной около 30 см появляются в сентябре. Половая зрелость наступает к 3 — 4 годам, когда длина тела достигает 65—70 см. Продолжительность жизни в природных условиях 8—10 лет.
Каспийский полоз известен своим агрессивным характером. В отличие от других змей он не пытается укрыться от приближающегося человека, а наоборот сворачивается кольцами, как ядовитая змея, и совершает бросок на 1,5—2 м, пытаясь попасть в лицо. Укус болезненный, однако сам по себе опасности для здоровья не представляет.

## Охрана
В ряде мест каспийский полоз сокращает свою численность. В связи с этим внесен в Красную книгу Казахстана (на момент её публикации как подвид C. jugularis), Приложение к Красной книге России, Красной книге Краснодарского края (2002) и в списки Бернской конвенции.